# Frank Cameron Jackson
Frank Cameron Jackson AO (* 1943) ist ein australischer Philosoph.

## Leben
Jackson studierte an der Universität Melbourne Mathematik und Philosophie und ist heute Professor für Philosophie an der Australian National University. 2000 wurde er zum korrespondierenden Mitglied der British Academy gewählt.
Seine Hauptarbeitsgebiete sind die Philosophie des Geistes und die Metaphysik.

## Lehre

### Das Mary-Gedankenexperiment
Hauptartikel: Mary (Gedankenexperiment)
In der Philosophie des Geistes sorgte Jackson 1982 mit dem Aufsatz „Epiphenomenal Qualia“ für Aufsehen. In diesem Aufsatz entwickelte er ein Argument gegen den Materialismus, das zeigen sollte, dass Qualia keine materiellen Zustände sein können. „Qualia“ sind die Erlebnisgehalte mentaler Zustände, also etwa das Schmerz- oder das Farberleben.
Jackson entwickelte ein Gedankenexperiment, in dessen Zentrum die fiktionale Superwissenschaftlerin Mary steht. Mary ist seit ihrer Geburt in einem Labor eingesperrt, in dem alles in Grautönen gehalten ist. Sie hat also noch nie Farben gesehen. Gleichzeitig ist sie eine herausragende Physiologin, die alle physischen Fakten über das Sehen von Farben kennt. Wenn sie schließlich aus dem Labor entlassen wird, erfährt sie jedoch zum ersten Mal, wie Farben aussehen. Das Argument Jacksons geht nun wie folgt: Bevor Mary aus dem Labor kommt, kennt sie alle physischen Fakten über das Sehen von Farben. Wenn sie aus dem Labor kommt, lernt sie neue Fakten über das Sehen von Farben. Also kannte Mary nicht alle Fakten über das Sehen von Farben, obwohl sie alle physischen Fakten über das Sehen von Farben kannte. Also gibt es nicht-physische Fakten. Also ist der Materialismus falsch.
Jackson zog aus seinem Argument die Konsequenz, dass eine Form des Dualismus wahr sein müsse, und plädierte für eine Variante des Epiphänomenalismus. Allerdings wurden gegen Jacksons Argument verschiedene materialistische Einwände formuliert. David Lewis erklärte, dass Mary gar keine neuen Fakten kennenlernen würde. Sie würde lediglich eine neue Fähigkeit erwerben. Michael Tye behauptete, dass Mary schon bekannte Fakten lediglich aus einer neuen Perspektive kennenlernen würde. Daniel Dennett war schließlich der Meinung, dass Mary gar nichts Neues kennenlernen würde. Wenn es Mary tatsächlich gäbe, so würde sie bei ihrer Entlassung durch nichts überrascht sein. Sie würde die Farben schon kennen.

### Reduktion und Begriffsanalyse
Jackson akzeptiert sein Gedankenexperiment mittlerweile selbst nicht mehr. Vielmehr vertritt er nun einen reduktiven Physikalismus, erklärt also, dass sich im Prinzip alle Fakten auf die physischen Fakten zurückführen lassen. Eine solche Position ist auf die generelle Durchführbarkeit von reduktiven Erklärungen angewiesen, was nach Jackson mit Hilfe von Begriffsanalyse möglich sein soll.
Will man etwa Wasser auf H2O reduzieren, so muss man mit einer Analyse des Begriffs „Wasser“ beginnen. Diese ergibt, dass Wasser das ist, was eine Reihe von Eigenschaften hat – also etwa flüssig, durchsichtig und geschmacklos ist. Auch diese Eigenschaften lassen sich analysieren. Flüssig nennen wir etwa Entitäten, die sich unter anderem der Form eines Gefäßes anpassen. Sind wir so weit mit der begrifflichen Analyse fortgeschritten, so können wir die Eigenschaften des Wassers durch chemische Eigenschaften von H2O erklären. Wasser passt sich etwa der Form eines Gefäßes an, weil zwischen H2O-Molekülen recht geringe Bindungskräfte herrschen.
Nach Jackson sollen sich analog zum Wasser-H2O Beispiel alle Fakten auf die physischen Fakten zurückführen. Da diese Reduktion durch Begriffsanalyse – also unabhängig von der Erfahrung – möglich sein soll, wird Jackson dem A-priori-Physikalismus zugerechnet.

## Werke

### Monographien
- Mind, Method, and Conditionals: Selected Essays, Routledge, 1998
- From Metaphysics to Ethics, Oxford University Press, 1997
- mit David Braddon-Mitchell: The Philosophy of Mind and Cognition, Basil Blackwell, 1996
- Conditionals, Basil Blackwell, 1987
- Perception: A Representative Theory, Cambridge, Cambridge University Press, 1977

### Wichtige Aufsätze
- „Epiphenomenal Qualia“ in: Philosophical Quarterly, 32, S. 127–136, 1982
- „What Mary didn't know“, Journal of Philosophy, 83, S. 291–295, 1986
- „Mind and Illusion“, in: Minds and Persons, Anthony O’Hear (Hrsg.), Cambridge University Press, pp. 251–271, 2003

## Auszeichnungen
- 2001 Centenary Medal
- 2006 Officer des Order of Australia